# Schallbach
Schallbach ist eine Gemeinde im Landkreis Lörrach in Baden-Württemberg. Sie liegt nördlich von Lörrach. Der Ort ist Mitglied im Gemeindeverwaltungsverband Vorderes Kandertal mit Sitz in Binzen.

## Geografie

### Lage
Schallbach liegt im Dreiländereck von Deutschland, der Schweiz und Frankreich an den Südwestausläufern des Schwarzwaldes am Ausgang des Kandertals im Großraum Basel – Weil – Lörrach.

### Nachbargemeinden
Die Gemeinde grenzt im Norden an den zum Ortsteil Mappach der Gemeinde Efringen-Kirchen gehörigen Weiler Maugenhard, im Nordosten an den Stadtteil Wollbach der Stadt Kandern, im Osten an Wittlingen, im Süden an Rümmingen und Binzen, im Westen an Fischingen und im Nordwesten an den Ortsteil Egringen der Gemeinde Efringen-Kirchen.

## Geologie
Bei der Herausbildung des Oberrheingrabens in der Tertiärzeit entstand im Randbereich des Grabens vor dem aufsteigenden Schwarzwald eine Vorbergzone. Diese Vorberge bestehen zum großen Teil aus nicht mit dem Schwarzwald aufgestiegenen Bruchschollen des Deckgebirges, das auf den Höhen des Südschwarzwaldes längst abgetragen ist. Dazu gehören in der näheren Umgebung die Jurakalktafeln über Hammerstein und Holzen oder der Isteiner Klotz. Anderswo bilden Sedimente, die erst bei der Einsenkung des Grabens abgelagert wurden, den Untergrund des Markgräfler Hügellandes. Dies trifft für die Gemarkung Schallbach vollumfänglich zu. Eine dicke Lössdecke verhüllt die entsprechenden Tertiärschichten, die sog. Elsässer Molasse, die am Läufelberg über Fischingen aufgeschlossen ist und lange Zeit in der Tongrube Rümmingen abgebaut wurde. Dabei handelt es sich um Brack- bzw. Süßwassersedimente, die den Rückzug des Meeresarmes dokumentieren, der zeitweise den Graben füllte. Eine Bohrung beim benachbarten Maugenhard erschloss unter 5 Meter Löss 18 Meter Elsässer Molasse und darunter etwa 300 Meter Meeresablagerungen (Tone und Mergel der Froidefontaine-Formation).
Schallbach liegt im Bamlacher Graben, einer Nordwest-Südost streichenden tektonischen Senke zwischen den Hochschollen von Hohe Schule und Behlen im Norden und dem Läufelberg-Katzenberghorst im Süden. Die den Graben im Süden begrenzende Verwerfung ist beim Dorf etwas westlich der Kreisstraße K 6327 anzunehmen.
Die sanften Geländeformen um das Dorf sind einmal dem starken Bodenfließen (Solifluktion) während der Kaltzeiten, zum anderen der nivellierenden Lössüberdeckung zu verdanken. So fließt der Egggrabenbach, die Mulde um das Dorf entwässernd, in einem sehr flachen, von jungen Abschwemmmassen erfüllten Tälchen zur Kander.

## Geschichte

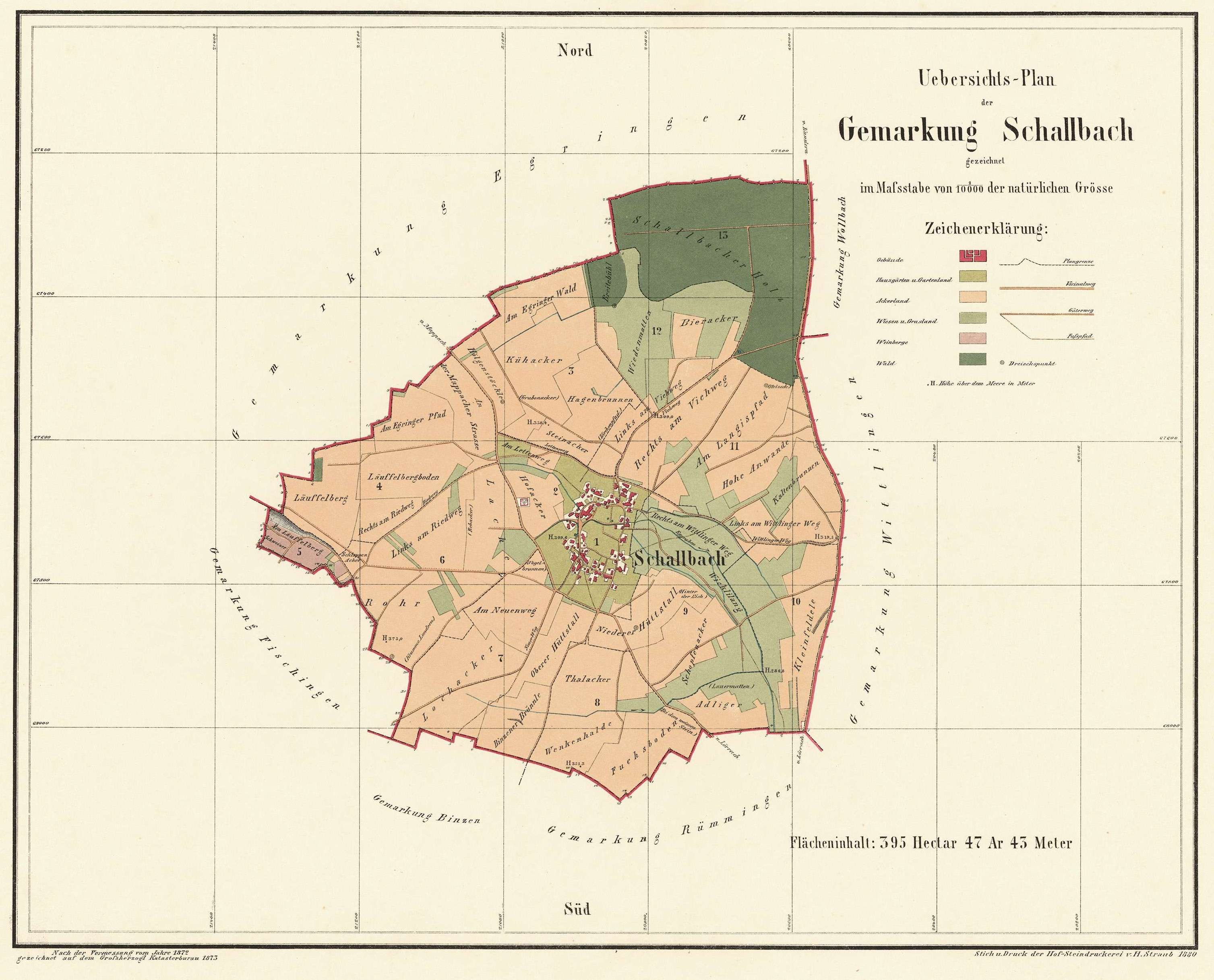
Gemarkungskarte (1880) von Schallbach

Schallbach wurde 1240 erstmals in einer Urkunde des Klosters Sankt Blasien erwähnt und kam mutmaßlich 1315 als bischöflich-baslisches Lehen zur Herrschaft Rötteln, wo es im Oberamt Rötteln zum Röttler Viertel zählte und zeitweise mit Rümmingen und Wittlingen eine Vogtei bildete. Die Markgrafschaft Hachberg-Sausenberg hatte spätestens 1458 die Niedergerichtsrechte am Ort. Nach Auflösung des Oberamts Rötteln (1809) kam Schallbach zum Bezirksamt Lörrach, dessen Nachfolger 1939 der Landkreis Lörrach wurde. Das Dorf teilte das Schicksal der Markgrafschaft Hachberg-Sausenberg und ab 1503 der Markgrafschaft Baden bzw. der Markgrafschaft Baden-Durlach.
Im 19. Jahrhundert führte die alten Poststraße von der Kaltenherberge nach Lörrach über Schallbach, wodurch das Dorf an die Handelswege angeschlossen wurde. Seit 1695 gab es einen Lehrer in Schallbach und 1770 erwarb die Gemeinde ein Wohnhaus, das bis 1968 als Schule genutzt wurde. Anfang des 20. Jahrhunderts wurde eine moderne Wasser- (1907) und Stromversorgung (1909) geschaffen.

## Bevölkerung

### Einwohnerentwicklung

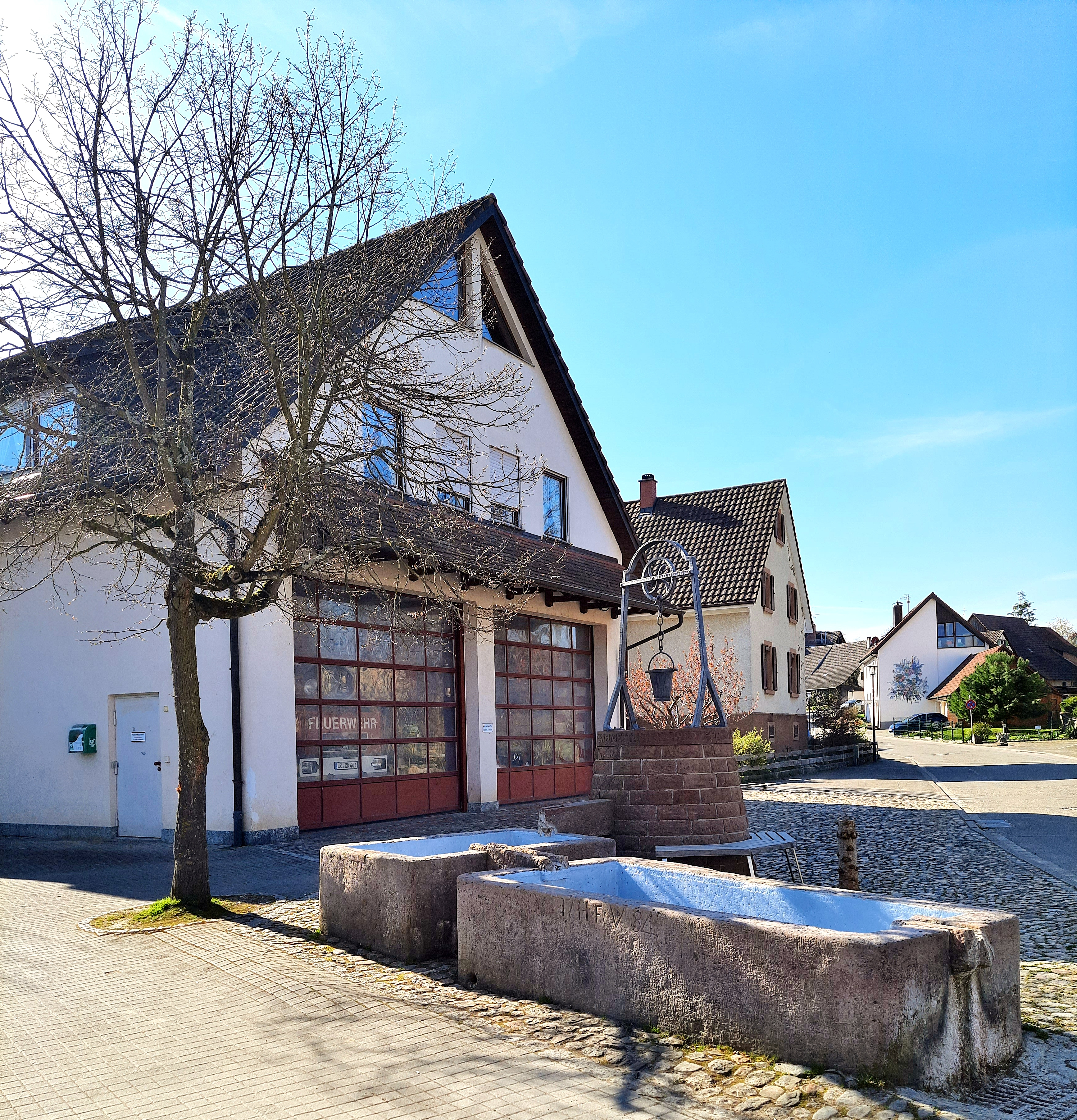
Feuerwehrhaus und Dorfbrunnen

Die Zahl der Einwohner von Schallbach entwickelte sich wie folgt:
| Jahr | Einwohner |
| ---- | --------- |
| 1852 | 415       |
| 1871 | 398       |
| 1880 | 383       |
| 1890 | 381       |
| 1900 | 349       |
| 1910 | 330       |
| 1925 | 340       |
| 1933 | 343       |
| 1939 | 342       |

| Jahr | Einwohner |
| ---- | --------- |
| 1950 | 360       |
| 1956 | 404       |
| 1961 | 396       |
| 1970 | 405       |
| 1980 | 543       |
| 1990 | 655       |
| 2000 | 653       |
| 2010 | 711       |
| 2019 | 771       |

### Religion
Im Zuge der Reformation im Markgräflerland wurde im Oberamt Rötteln – wie in der gesamten Markgrafschaft Baden-Durlach – 1556 die Reformation durchgeführt. Seither sind die Gemeinden überwiegend evangelisch geprägt. Schallbach bildet zusammen mit Wittlingen eine evangelische Kirchengemeinde der Evangelischen Landeskirche in Baden. 
Die römisch-katholische Pfarrei gehört zur Seelsorgeeinheit Kandern-Istein im Dekanat Wiesental der Erzdiözese Freiburg.

## Politik

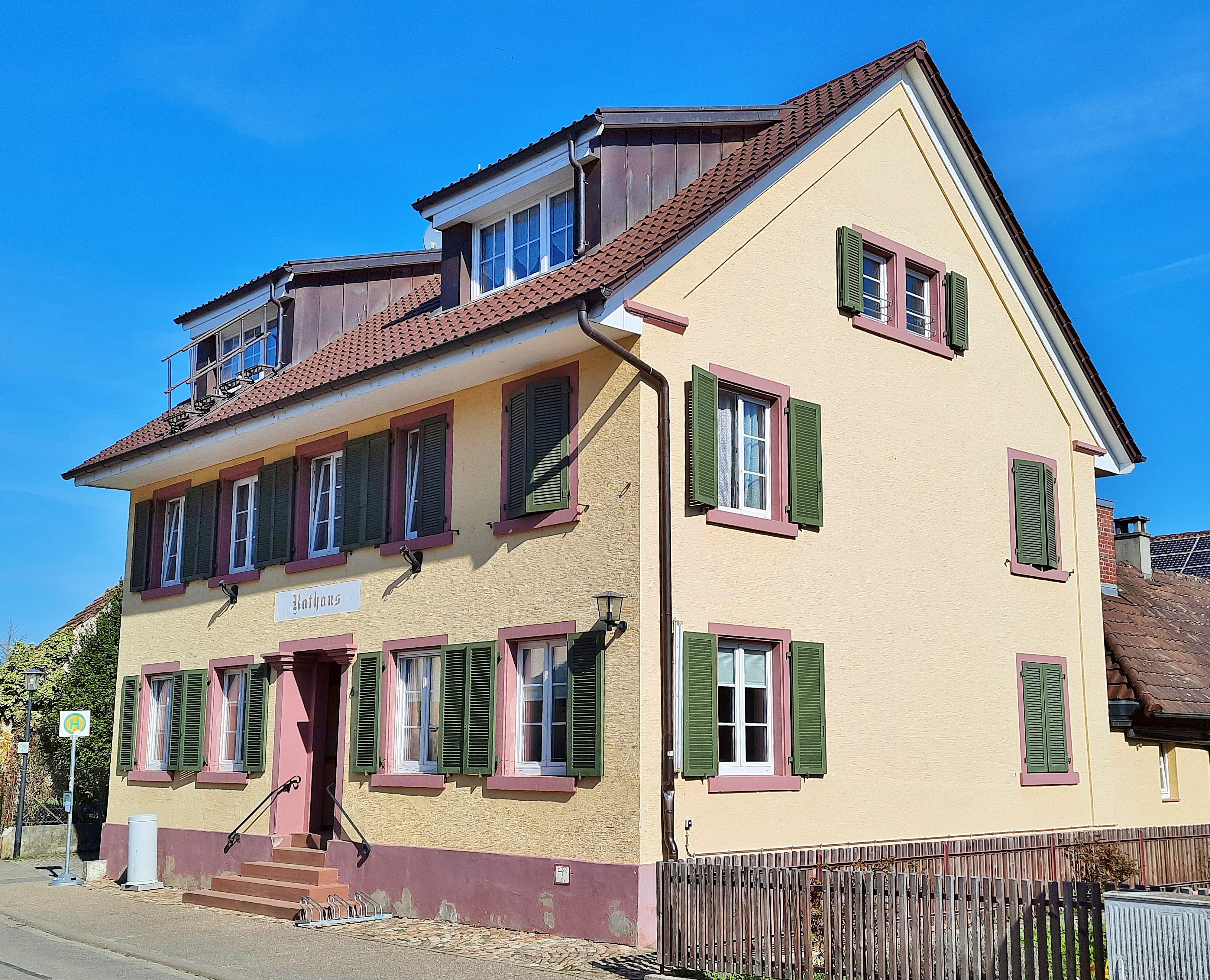
Rathaus Schallbach

Schallbach ist Mitglied des Gemeindeverwaltungsverbandes „Vorderes Kandertal“, in dem die Gemeinden Binzen, Eimeldingen, Fischingen, Rümmingen, Schallbach und Wittlingen seit dem Jahr 1971 ihre Verwaltung zusammenfassen. Sitz des Gemeindeverwaltungsverbandes ist Binzen. Auf diese Weise ist es diesen kleinen Gemeinden gelungen, weitgehend ihre Unabhängigkeit in Form eines eigenen Bürgermeisters und Gemeinderates zu bewahren.
Der Gemeinderat in Schallbach hat acht Mitglieder. Er besteht aus den ehrenamtlichen Gemeinderäten und dem Bürgermeister als Vorsitzendem. Der Bürgermeister ist im Gemeinderat stimmberechtigt. Bei der Kommunalwahl am 9. Juni 2024 wurde der Gemeinderat durch Mehrheitswahl gewählt. Mehrheitswahl findet statt, wenn kein oder nur ein Wahlvorschlag eingereicht wurde. Die Bewerber mit den höchsten Stimmenzahlen sind dann gewählt. Die Wahlbeteiligung betrug 76,4 % (2019: 75,2 %).
Von 2013 bis 2021 war Martin Gräßlin ehrenamtlicher Bürgermeister. Gräßlin war im Oktober 2013 im zweiten Wahlgang zum Nachfolger von Rudolf Schöpflin gewählt worden.
Seit 2021 ist Christian Iselin Bürgermeister von Schallbach.

### Wappen
Blasonierung: In gespaltenem Schild vorn das badische Wappen, hinten in Blau ein silbernes Hufeisen. Das badische Wappen weist auf die jahrhundertelange Zugehörigkeit zu der vom Haus Baden bzw. deren Nebenlinie Hachberg-Sausenberg regierten Herrschaft Rötteln hin. Das Hufeisen wurde aus einem 1811 von der Gemeinde verwendeten Siegel entnommen. Das Wappen wurde 1905 von der Gemeinde angenommen.

## Kultur und Sehenswürdigkeiten
Die Evangelische Kirche Schallbach (erstmals 1275 erwähnt; Turm von 1420) bildet zusammen mit dem Pfarrhaus und einem benachbarten Fachwerkhaus das zentrale Ensemble des Dorfes.

Schallbacher Sehenswürdigkeiten
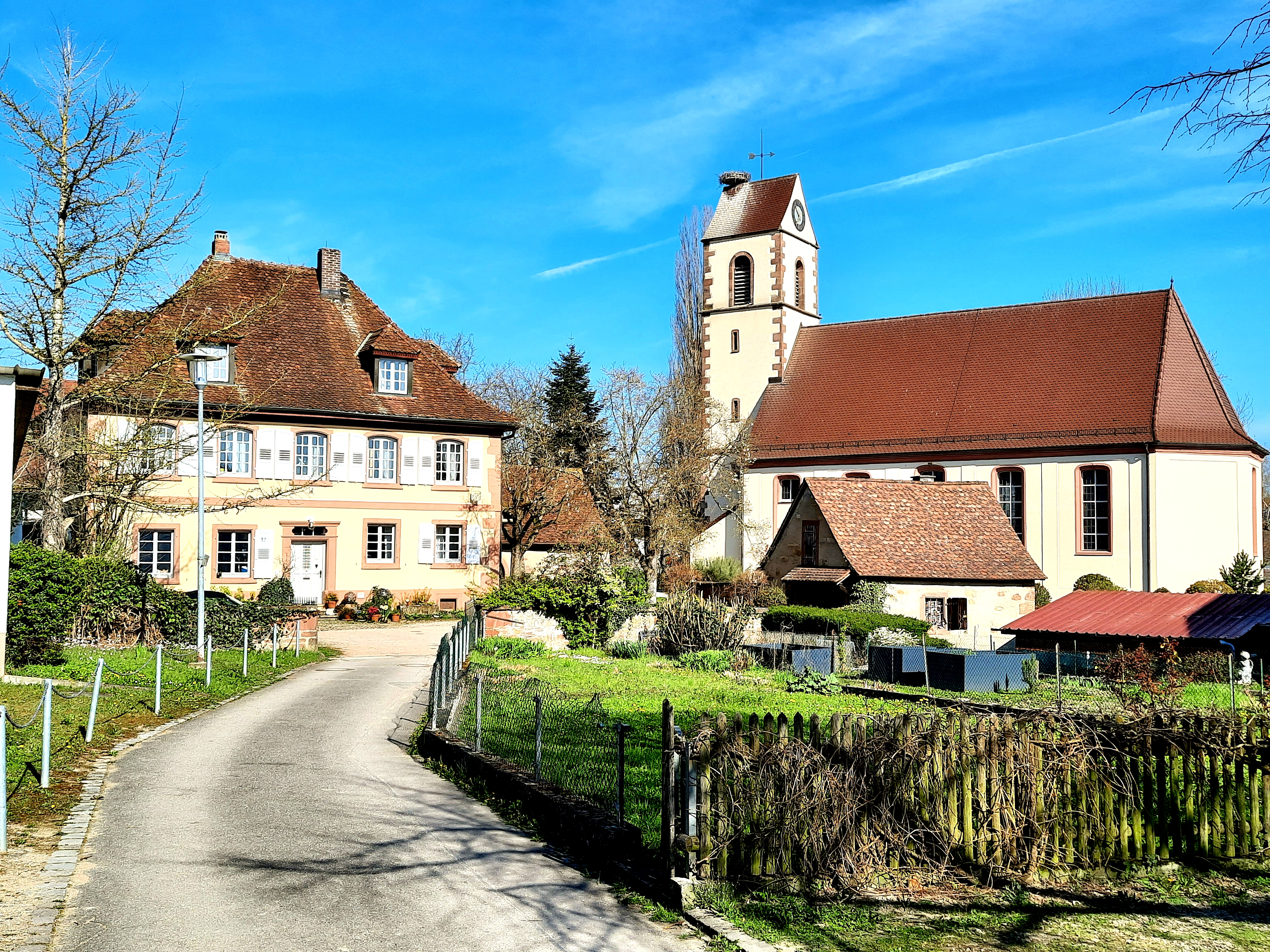
Pfarrhaus mit Kirche
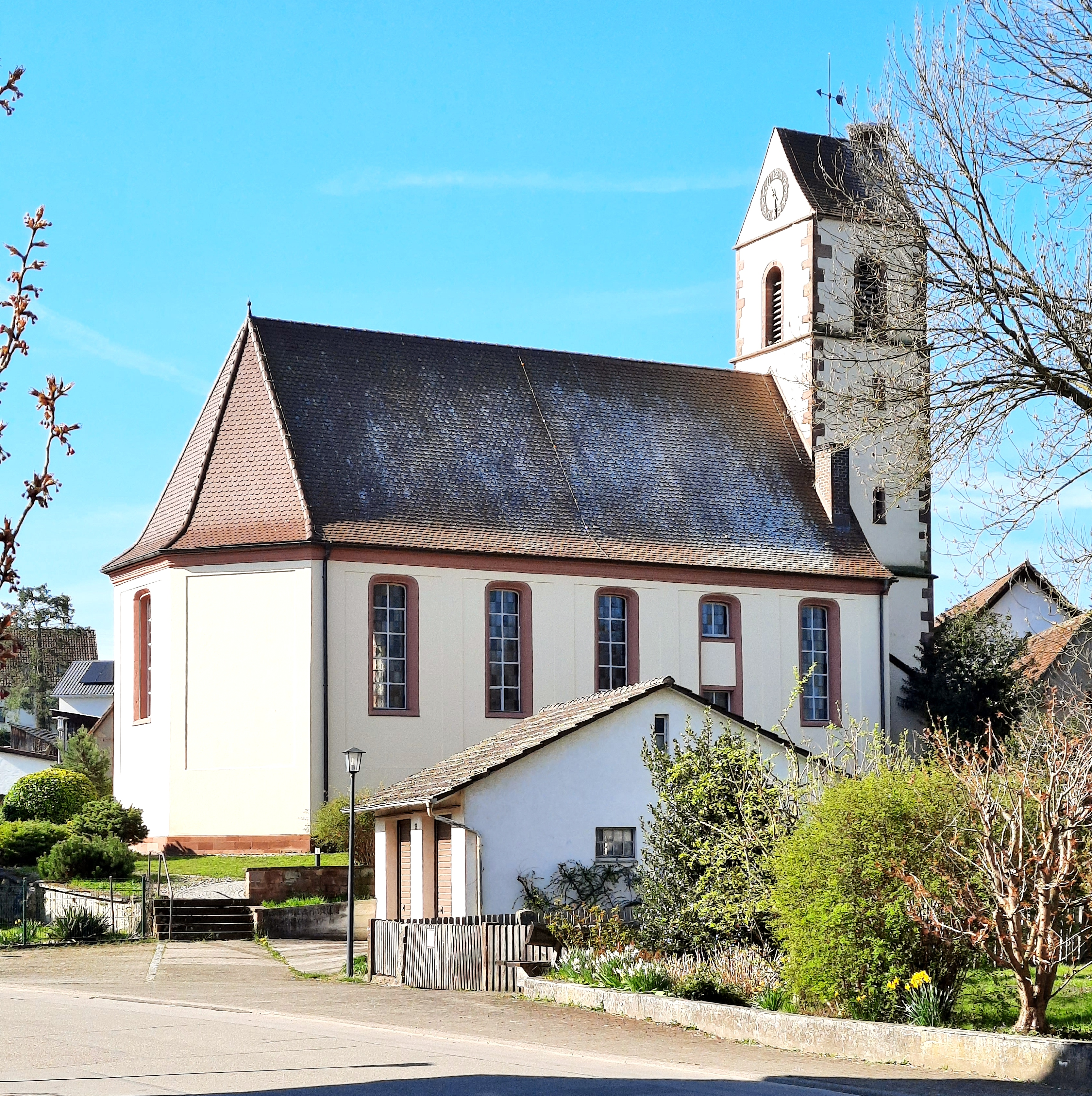
Evangelische Kirche
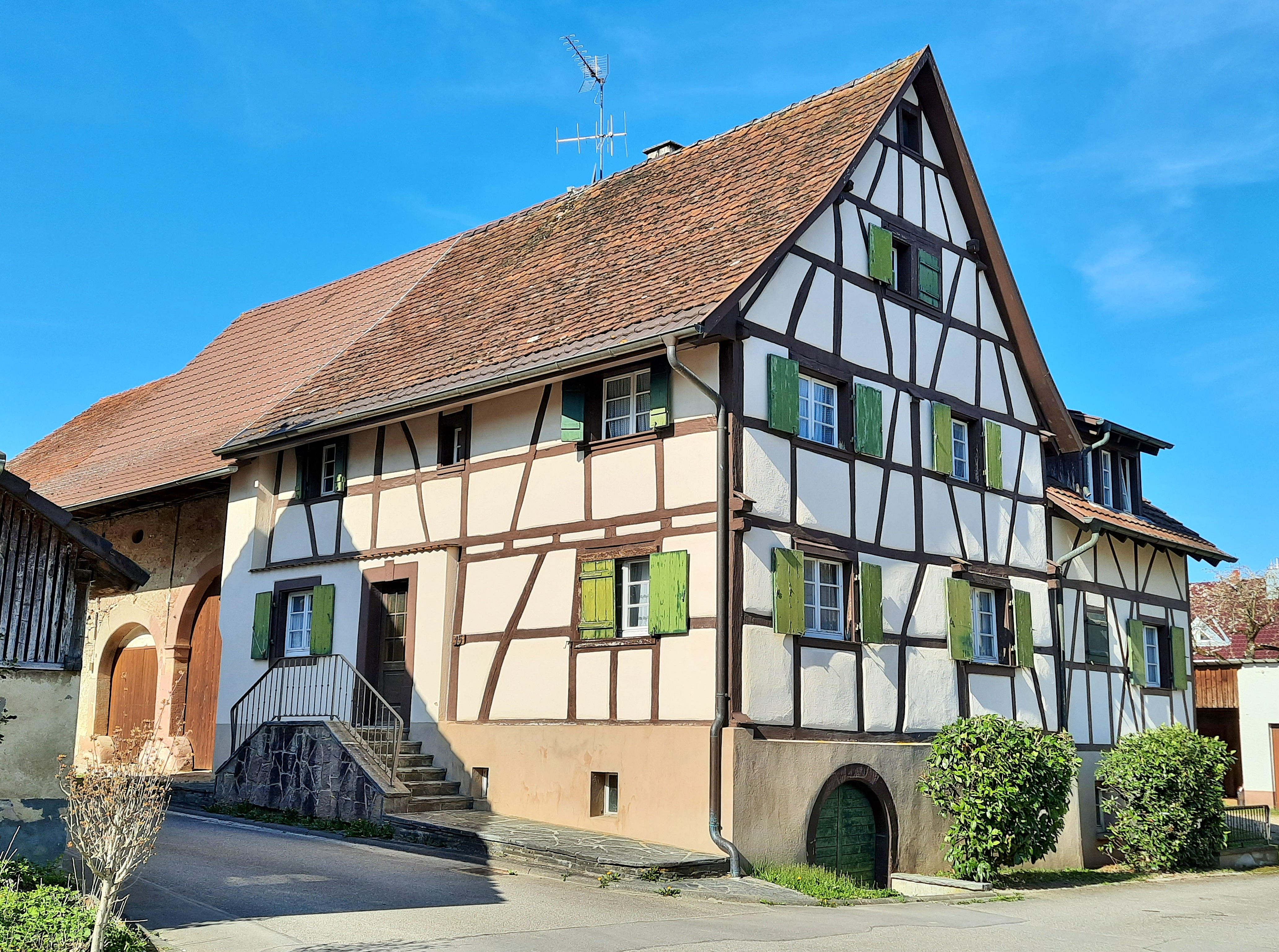
Fachwerkhaus im Dorfzentrum
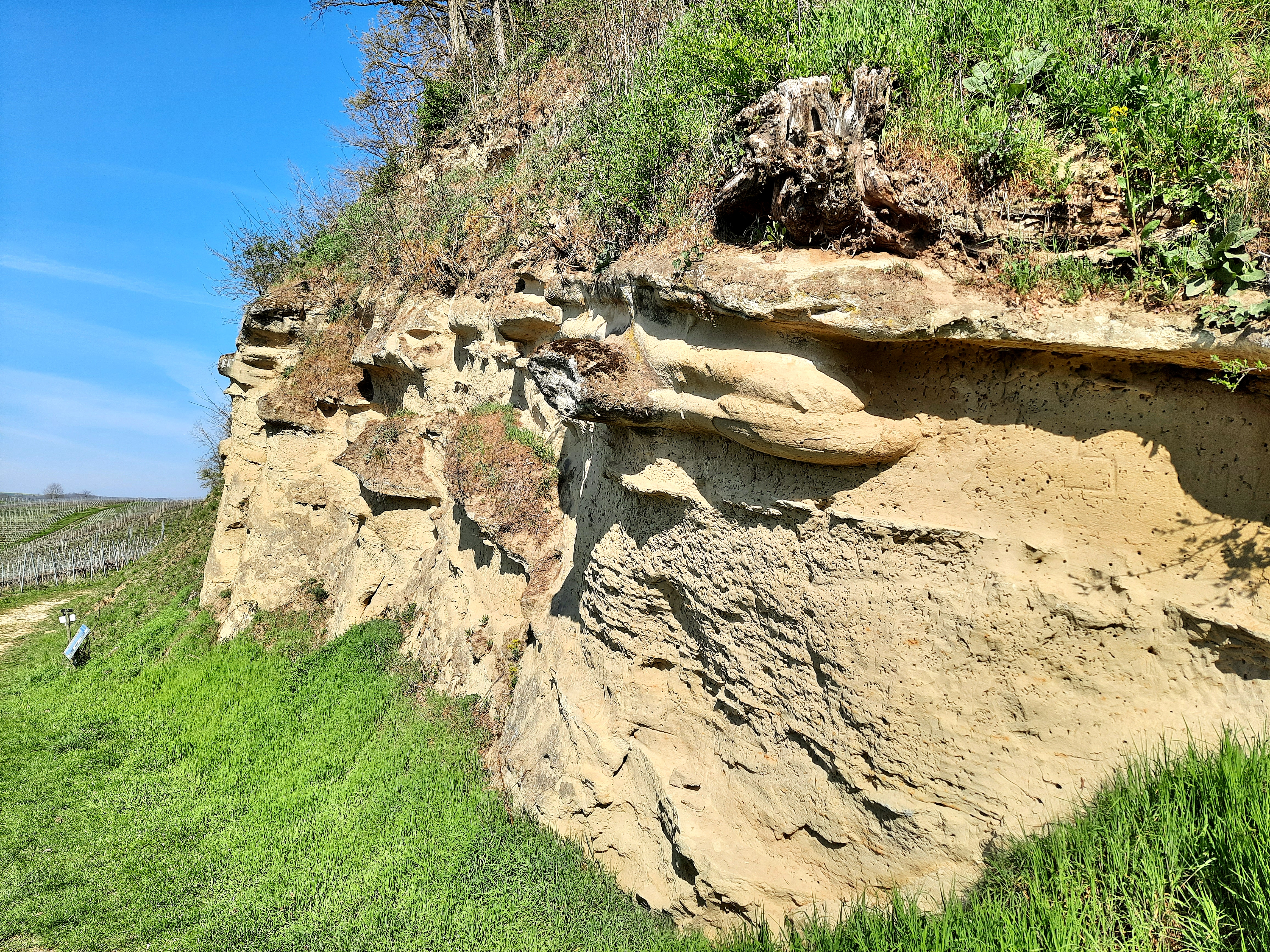
Steilwand am Läufelberg

Regelmäßige Veranstaltungen
- „Zeechefescht“ (August)[12]

Natur
Schallbach hat mit 44 % den größten Anteil am 1,5 Hektar großen Flächenhaften Naturdenkmal (FND) Läufelberg.

## Verkehr
Der Südschwarzwald-Radweg führt als Rundweg von Hinterzarten über Waldshut-Tiengen, Lörrach und Freiburg rund um den Naturpark Südschwarzwald und durchquert dabei Schallbach.
Die Autobahn A 98 (weiterführend zur Autobahn A 5 Basel – Gießen) ist am nördlichen Ausgang der Nachbargemeinde Rümmingen zu erreichen. Der Ort ist Bus-Haltepunkt im öffentlichen Personennahverkehr der SWEG, die mit der Linie 55 den Ort mit Kandern und Basel verbindet.

### Bildung

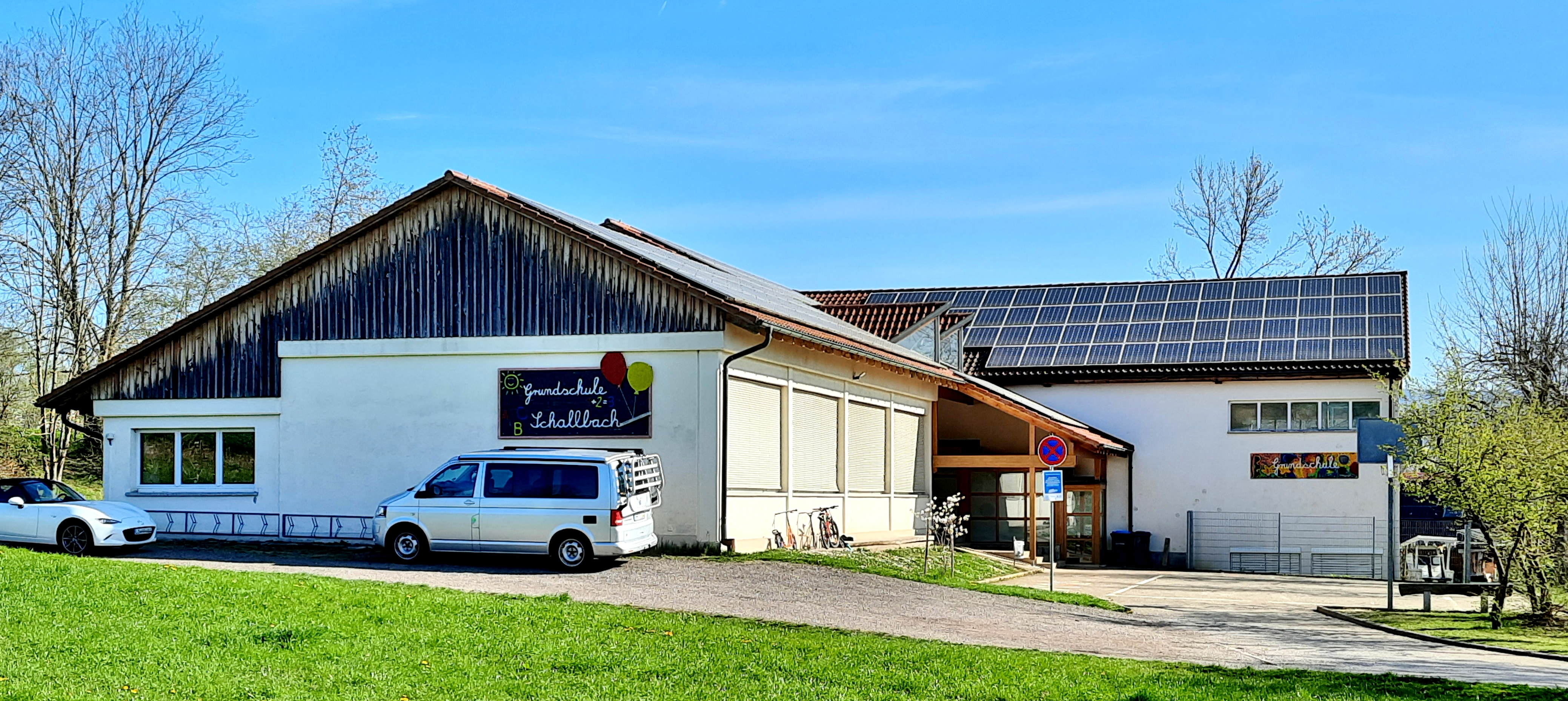
Grundschule Schallbach.

Schallbach ist ein Standort der Grundschule Vorderes Kandertal und es gibt den Kindergarten "Kinderstüble" mit zwei Gruppen.